# Cuisine berrichonne
La cuisine berrichonne est une cuisine traditionnelle d'origine paysanne qui s'appuie sur les productions locales.

## Spécialités berrichonnes
- Carpe farcie de la Brenne[1]

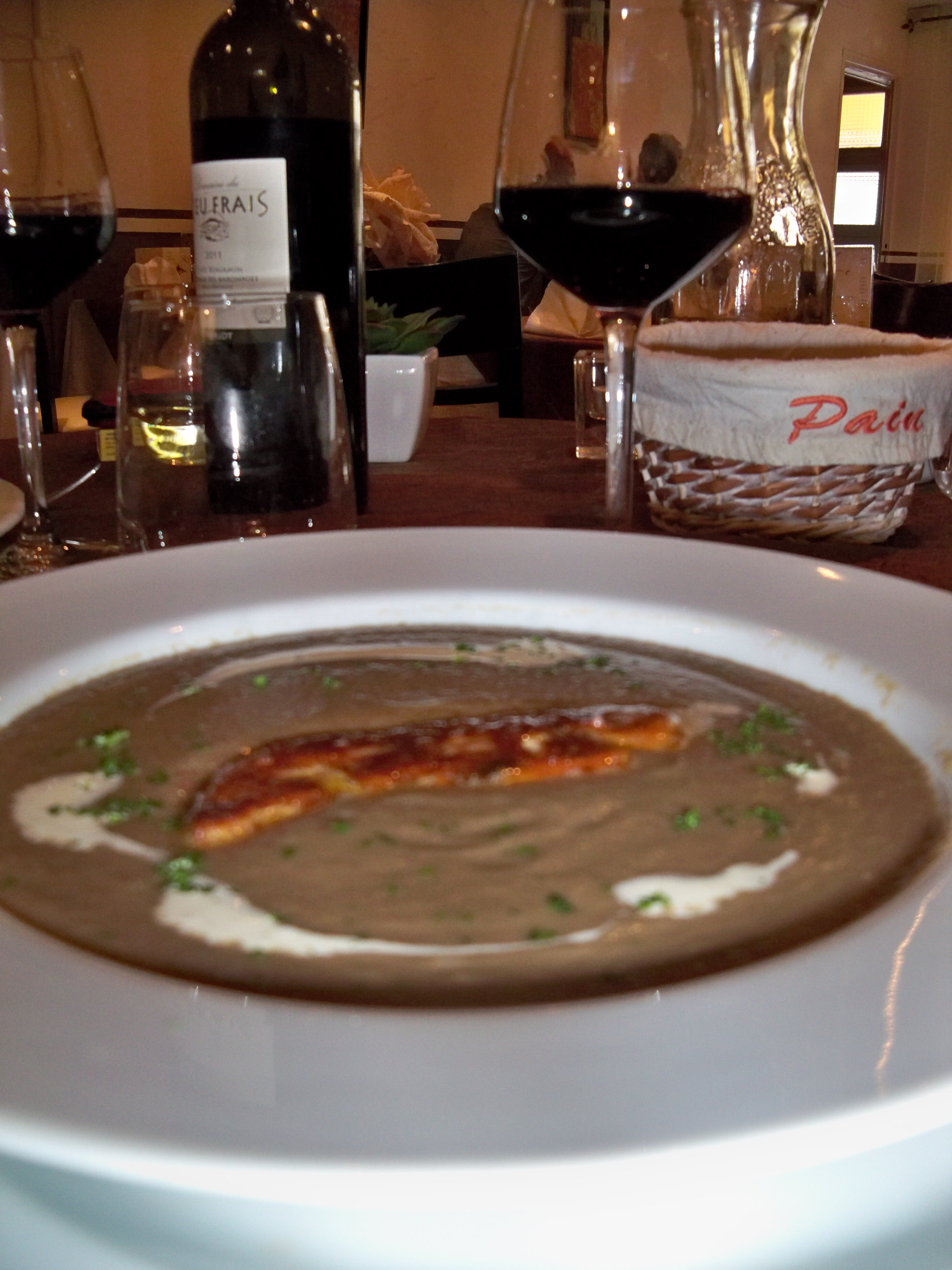
Soupe de lentilles vertes du Berry.

- Citrouillat ou galette à la citrouille[2]
- Croquet de Chârost
- Galette aux pommes de terre[3]
- Œufs en couille d'âne[4]
- Pâté aux pommes de terre (aussi appelé tourte berrichonne ou truffiat)
- Pâté de Pâques[5]
- Poirat (tourte aux poires)
- Potée berrichonne
- Poulet en barbouille
- Radillat[6]
- Sanciau
- Soupe aux lentilles vertes du Berry
- Tarte aux barriaux[7]

## Productions locales

### Fromages
- Crottin de Chavignol
- Santranges-sancerre
- Pouligny-saint-pierre
- Tournon-saint-pierre
- Valençay

### Vins
- Châteaumeillant (AOC)
- Menetou-salon (AOC)
- Quincy (AOC)
- Reuilly (AOC)
- Sancerre (AOC)
- Valençay (AOC)

### Productions animales
- Chèvre cou-clair du Berry
- Gibier de la Brenne
- Mouton du Berry
- Poissons de la Brenne
- Poule noire du Berry

### Productions végétales
- Lentille verte du Berry (IGP)